# Il mistero della camera gialla (film 1913)
Il mistero della camera gialla (Le Mystère de la chambre jaune) è un cortometraggio muto del 1913 diretto da Émile Chautard. Il regista nel 1919, ormai emigrato definitivamente negli Stati Uniti, ne girò il remake, The Mystery of the Yellow Room che, in Italia, fu tradotto in maniera letterale come Il mistero della camera gialla.

## Produzione
Il cortometraggio fu prodotto dalla Société Française des Films Éclair

## Distribuzione
Il film, un cortometraggio in tre bobine - uscì nelle sale cinematografiche francesi l'11 aprile 1913. Con il titolo The Mystery of the Yellow Room, era già stato presentato nel Regno Unito il 6 aprile e uscì poi, nel settembre dello stesso anno, anche negli Stati Uniti, distribuito attraverso l'Union Features.